# Centaurea microcarpa
Centaurea microcarpa — вид квіткових рослин айстрових (Asteraceae). Ареал: Алжир, Туніс.